# هولوولو
هولوولو (به لاتین: Hülövlü) یک منطقه مسکونی در جمهوری آذربایجان است که در شهرستان خاچماز واقع شده است. هولوولو ۱۵۲۸ نفر جمعیت دارد.